# 刹那さを消せやしない/傷だらけを抱きしめて
『刹那さを消せやしない／傷だらけを抱きしめて』（せつなさをけせやしない / きずだらけをだきしめて）は、T-BOLANの9枚目のシングル。

## 内容
両A面シングル。「刹那さを消せやしない」は、テレビ朝日系『Jリーグ A GOGO!!』テーマ曲。「傷だらけを抱きしめて」は大塚製薬「ファイブミニ」CMソング。

## 収録曲
1. 刹那さを消せやしない
作詞:森友嵐士 作曲:森友嵐士・五味孝氏 編曲:T-BOLAN・明石昌夫
2. 傷だらけを抱きしめて
作詞･作曲:森友嵐士 編曲:T-BOLAN・明石昌夫

## 楽曲の収録アルバム
- LOOZ (#1,2)
- SINGLES (#1,2)
- T-BOLAN FINAL BEST GREATEST SONGS & MORE (#1)
- complete of T-BOLAN at the BEING studio (#1,2)
- BEST OF BEST 1000 T-BOLAN (#1,2)
- COUNTDOWN BEING (#1)
- T-BOLAN BEST HITS (#1,2)
- LEGENDS (#1,2)
- T-BOLAN COMPLETE SINGLES 〜SATISFY〜 (#1,2)

## 参加ミュージシャン
- 小島良喜 - ピアノ、オルガン
- 宇徳敬子 - コーラス